# Schaukje Könning
Schaukje Könning-Emig (* 17. Juni 1963 in Greifswald) ist eine deutsche Schauspielerin und Synchronsprecherin.

## Leben
Könning studierte an der Hochschule für Schauspielkunst „Ernst Busch“ Berlin. Sie spielte Theater unter anderem in Berlin und Erfurt.
Bekannt als Synchronsprecherin ist sie vor allem aus der Serie Dawson’s Creek, wo sie sechs Jahre lang die Stimme von Michelle Williams war. In Buffy – Im Bann der Dämonen und Angel – Jäger der Finsternis wurde ihre Stimme für Charisma Carpenter eingesetzt. Außer der Synchronisation von Filmen und Serien war sie seit 1987 auch für Theater, Dokumentationen und Werbung tätig.

## Synchronarbeiten (Auswahl)
Charisma Carpenter
- 1997–2003: Buffy – Im Bann der Dämonen … als Cordelia Chase
- 1998–2006: Charmed – Zauberhafte Hexen … als Kira
- 1999–2004: Angel – Jäger der Finsternis … als Cordelia Chase
- 2004–2007: Veronica Mars … als Kendall Casablancas
- 2008–2010: Greek … als Tegan Walker

Michelle Williams
- 1999–2005: Dawson’s Creek … als Jennifer „Jen“ Lindley
- 2011: My Week with Marilyn … als Marilyn Monroe
- 2016: Manchester by the Sea … als Randi Chandler
- 2018: Venom … als Anne Weying
- 2021: Venom: Let There Be Carnage … als Anne Weying

Liza Weil
- 2014–2020: How to Get Away with Murder … als Bonnie Winterbottom
- 2019: The Marvelous Mrs. Maisel … als Carole Keen

### Filme (Auswahl)
- 1995: Sabrina … Julia Ormond als Sabrina Fairchild
- 1998: Titanic … Charlotte Chatton als Madeleine Astor
- 2002: Spurwechsel … Amanda Peet als Cynthia Delano Banek
- 2005: Kinsey – Die Wahrheit über Sex … Laura Linney als Clara McMillen
- 2007: Nach 7 Tagen – Ausgeflittert … Lauren Bowles als Tammy
- 2008: Die Geheimnisse der Spiderwicks … Mary-Louise Parker als Helen Grace

### Serien
- 2003–2007: Las Vegas (87 Folgen) … Nikki Cox als Mary Connell
- 2004: Six Feet Under – Gestorben wird immer (6 Folgen) … Dina Spybey als Tracy Monrose Blair
- 2004–2011: Entourage … Debi Mazar als Shauna Roberts
- 2005–2006: Kingdom Hospital … Allison Hossack als Dr. Christine Draper
- 2005–2013: Meredith Monroe in Criminal Minds als Haley Hotchner
- 2006: Everwood (2 Folgen) … Jayne Brook als Mrs. Rogers
- 2008: Nip/Tuck – Schönheit hat ihren Preis (7 Folgen) … Paula Marshall als Kate Tinsley
- 2008: Dexter (2 Folgen) … Monique Curnen als Yelina
- 2008, 2010: Eureka – Die geheime Stadt (5 Folgen) … Tamlyn Tomita als Kim Anderson
- 2008–2012: Merlin – Die neuen Abenteuer … Katie McGrath als Morgana
- 2009–2011: Two and a Half Men … Jennifer Taylor als Chelsea
- 2009–2018: Grey’s Anatomy … Jessica Capshaw als Dr. Arizona Robbins
- 2010: Desperate Housewives … Heidi Klum als Heidi Klum
- 2011: V – Die Besucher … Morena Baccarin als Anna
- 2012: Desperate Housewives … Jacqueline McKenzie als Alexandra
- 2012–2013: Psycho-Pass … als Dominator
- 2014–2023: Navy CIS: L.A. … Elizabeth Bogush als Joelle Taylor
- 2020: Hawaii Five-0 … Diana Lu als Sylvia Yang
- 2021: Star Wars: The Bad Batch … Rena Owen als Taun We